# 뿌요뿌요 SUN
《뿌요뿌요 SUN》(ぷよぷよSUN)은 컴파일이 개발한 대전 퍼즐 게임이다. 《뿌요뿌요》 시리즈의 세번째 작품으로, 제목은 게임의 주제 태양(SUN)과 삼(三)이 일본어 발음으로 비슷하다는 점을 이용한 언어유희로 지어졌다. 전작 《뿌요뿌요 2》의 규칙에서 특정 조건 하에 썬 뿌요가 필드에 떨어지는 새로운 게임플레이를 적용시켰다.
1996년에 아케이드로 처음 출시된 이후, 플레이스테이션, 세가 새턴 및 닌텐도 64 등 동시대 콘솔로 이식판이 발매됐다. 대한민국에는 컴파일의 현지화를 맡은 KCT 미디어가 윈도우 95판을 출시했다.